# Pascal Convert
Pour les articles homonymes, voir Convert.
Pascal Convert, né le 29 décembre 1957, est un plasticien, écrivain et réalisateur français.
Travaillant sur des matériaux très divers comme le verre ou la cire, pensionnaire de la villa Médicis à Rome, il est connu pour avoir réalisé le Monument à la mémoire des otages fusillés au Mont Valérien entre 1941 et 1944 en 2003.

## Biographie
Pascal Convert est un plasticien (sculpture, installation et vidéo) et un réalisateur de film documentaire, pensionnaire à la villa Médicis à Rome en 1989-1990. La question de la mémoire et de l'oubli est au cœur de son travail. En 1998, Georges Didi-Huberman consacre un livre à son œuvre : La Demeure, la souche.
En 2002, dans le cadre d'une commande publique, il réalise le Monument à la mémoire des otages fusillés au Mont-Valérien entre 1941 et 1944, inauguré dans la forteresse du Mont-Valérien à Suresnes en 2003. Il poursuit ce travail par un film documentaire Mont Valérien, au nom des fusillés (Arte-Histoire).
Son travail sculptural inspiré de trois icônes de presse, La Pietà du Kosovo (photographie de Georges Mérillon), La Madone de Benthala (photographie d'Hocine Zaourar), la Mort de Mohammed Al Dura à Gaza (photographie AFP/A2), commandé par le Fonds national d'art contemporain de Puteaux et par le musée d'art moderne Grand-Duc Jean du Luxembourg, a été exposé en France et à l'étranger, en particulier à l'ONU et à Montréal.
Il publie en 2007 Joseph Epstein, bon pour la légende. Lettre au fils, une biographie historique sur Joseph Epstein (dit Colonel Gilles), responsable des FTP d'Ile-de-France, fusillé au Mont-Valérien en 1944. Dans le cadre de cette recherche, il réalise une quatrième sculpture en cire titrée Lettre au fils, une sculpture en cristal intitulée Le Temps scellé et un documentaire Joseph Epstein, bon pour la légende (Arte).

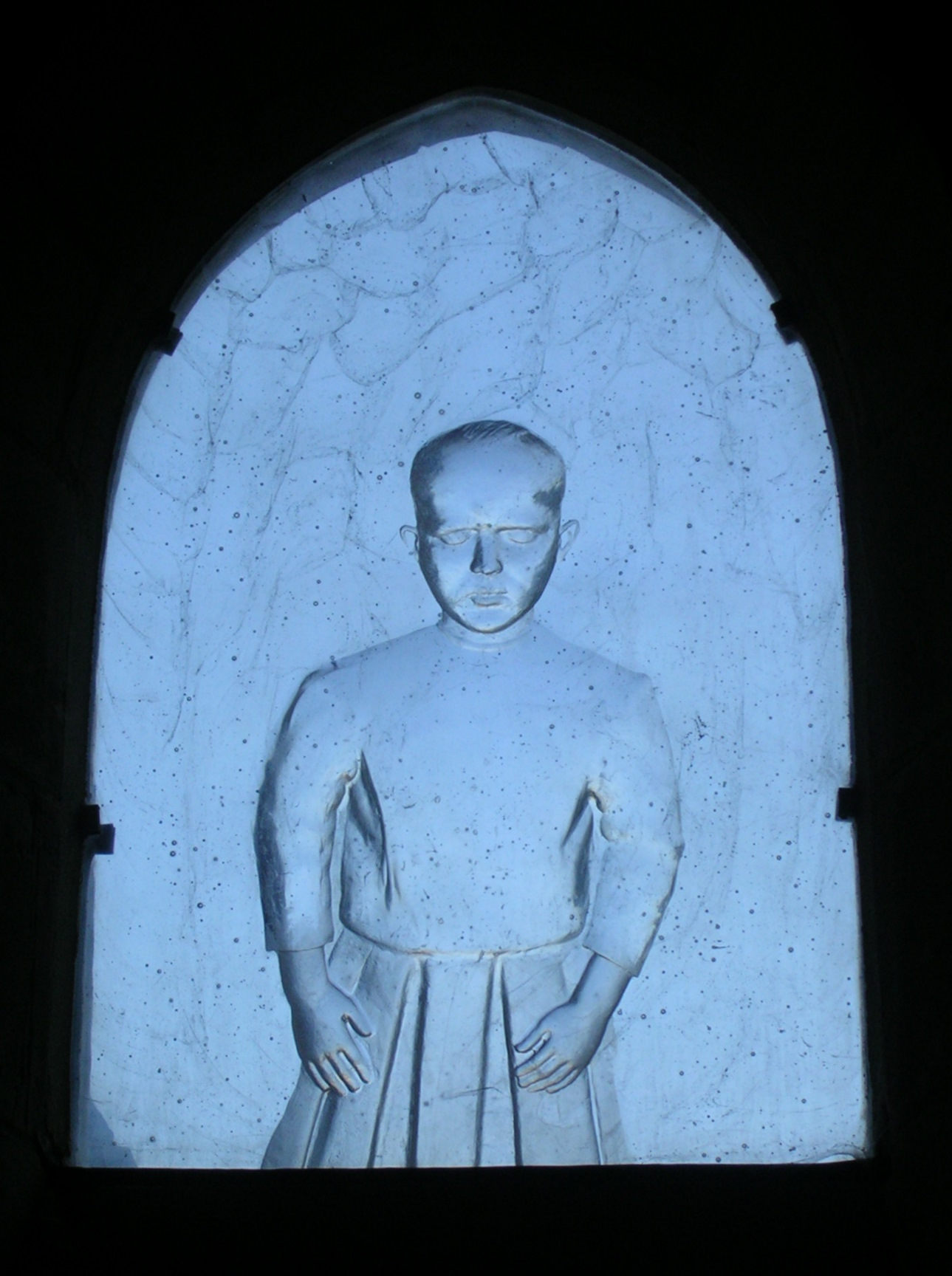
Vitrail, Abbaye Saint-Gildas-des-Bois (2007).

Par ailleurs, l'année 2008 voit l'aboutissement de la réalisation d'un ensemble de vitraux pour l'abbaye de Saint-Gildas-des-Bois.
En 2009, son travail artistique est présenté à Paris au Grand Palais dans le cadre de La Force de l'art et à la galerie Éric Dupont à Paris. Il est lauréat du 1 % artistique du nouveau bâtiment des Archives nationales et du 1 % artistique de l'Institut des sciences de la vigne et du vin à Villenave-d'Ornon.
Il a publié en 2011 une biographie de Raymond Aubrac, Raymond Aubrac : Résister, reconstruire, transmettre, et réalisé deux films documentaires, Raymond Aubrac, les années de guerre (France 2, 2011), Raymond Aubrac, Reconstruire (France 5, 2012).
En 2013, il participe à l'exposition collective « Archeologia », présentée à 40mcube, au musée des beaux-arts de Rennes, au musée de géologie de l'université de Rennes 1 et au Frac Bretagne, à Rennes, sur un commissariat de 40mcube et organisée par le 40mcube.
En 2015, sa commande publique, inspirée par un texte de Roland Barthes, Commence alors la grande lumière du sud-ouest, est inaugurée sur le site de la gare de Bègles, dans le cadre du projet « L'art dans la ville ».
Invité par Georges Didi-Huberman à Pékin pour l'exposition Memory Burns (OCAT) il présente un Fragment de bibliothèque (cristallisations au livre perdu).
En 2022, à l’invitation du Voyage à Nantes, il réalise l’œuvre pérenne « Miroirs des temps » au cimetière Miséricorde : des cervidés à l’allure spectrale sont représentés en bas-relief sur des dalles en verre réalisées conjointement avec le maître verrier Olivier Juteau.

### Prise de position
Au mois de novembre 2015, dans le cadre des élections régionales, il répond au message de Marine Le Pen aux artistes par une lettre ouverte : « Tout est incompatible entre nous ». Signée par 1 001 artistes, cette lettre ouverte est diffusée entre autres dans Le Monde, Libération, L'Humanité et Mediapart.

### Décorations
- Officier de l'ordre des Arts et des Lettres. Il est promu officier le 12 mars 2019[8].
- Chevalier de la Légion d'honneur (2020)[9].

## Quelques travaux

### Les Bouddhas de Bâmiyân
En mars 2016, invité par l'ambassade de France en Afghanistan dans le cadre de la commémoration du 15e anniversaire de la destruction des Bouddhas de Bâmiyân par les talibans, Pascal Convert monte une mission en partenariat avec la société ICONEM, spécialisée dans l'archéologie dans les zones de conflit.
D’une part, avec des drones, il scanne la totalité de la falaise de Bâmiyân, le fichier ainsi obtenu étant laissé en libre accès à la communauté scientifique mondiale.
Et d’autre part, avec un appareil photographique robotisé d’ordinaire utilisé pour détecter les micro-fissures dans les pales d’éoliennes, il fait une « empreinte photographique » de la falaise dans laquelle les statues monumentales ont été sculptées il y a environ 1600 ans.
Retenu parmi les deux candidats finalistes dans le cadre du pavillon français de la 57e Biennale de Venise le projet a vu finalement le jour au Fresnoy-Studio national des arts contemporains et — sous forme d'un panorama de 16 tirages au platine-palladium réalisés par l'atelier Laurent Lafolie — à la galerie Éric Dupont à Paris en octobre 2017, à la Fondation Boghossian à Bruxelles (2018), au Musée national des Arts asiatiques - Guimet à Paris (2019), à Lascaux IV à Montignac et au Frac Aquitaine la MECA à Bordeaux (2020).

### Arménie
En 2018, poursuivant son travail sur les sites archéologiques détruits pour des raisons idéologiques il se rend en Arménie pour faire l’empreinte de khatchkars sauvés de la destruction du cimetière de Djoulfa. De ces centaines de pierres sculptées en bas relief et en méplat datant du VIIIe au XVIIIe siècle, étudiées par Jurgis Baltrušaitis et qui évoquent par leurs entrelacs le célèbre manuscrit enluminé de Kells, il ne reste que des débris engloutis dans la rivière Araxe à la frontière de l’Arménie et de l’Azerbaïdjan. En collaboration avec Iconem il réalise par ailleurs un scan 3D des monastères de Geghard, de Haghpat et de Sanahin.
La galerie Eric Dupont a présenté ce travail durant l’automne 2019,.

### Memento Marengo
Dans le cadre du parcours d’art contemporain « Napoléon ? Encore ! » du musée de l’Armée à l’occasion des commémorations du bicentenaire de la mort de Napoléon Ier, une œuvre a été commandée Pascal Convert pour le dôme des Invalides. Intitulée Memento Marengo, celle-ci consiste en une copie en trois dimensions du squelette du cheval préféré de Napoléon, suspendue au-dessus du tombeau de l'Empereur. Ce fac-similé fut possible grâce aux laboratoires de hautes technologies des entreprises l'Iconem et Factum Arte.
Ainsi que l'explique l'artiste, « le cheval fétiche de Napoléon, Marengo [a été] capturé par les troupes de Wellington à Waterloo le 18 juin 1815 et emmené en Angleterre à sa mort, comme prise de guerre, telle une relique sacrée, il a été réduit à son squelette et exposé au National Army Museum où il est toujours visible ».

L'installation de l'œuvre à cet endroit a provoqué une polémique, notamment de la part de l'historien Thierry Lentz, polémique à laquelle Pascal Convert a répondu : 

« […] La sculpture Memento Marengo dessine la constellation de Napoléon Bonaparte, de son ascension à sa chute, et rappelle le destin de tout être humain, même quand aveuglé par sa gloire, il se prend pour un demi-dieu. C’est un Memento mori contemporain… Souviens-toi que tu vas mourir, l’expression était répétée par l’esclave qui accompagnait le général romain vainqueur lors des cérémonies célébrant sa victoire. Napoléon aurait dû s’en souvenir avant de rétablir l’esclavage. Le destin des humains les réunit dans la mort. […] »

## Publications
- Appartement de l’artiste, Bordeaux, France, Éditions William Blake & Co., 1988, 13 p. + 7 pl.  (ISBN 2-905810-26-2)
- Généalogie des lieux, Biarritz, Éditions Atlantica, 2007
  - vol. 1, « Villa Belle rose, Biarritz », 64 p.  (ISBN 978-2-7588-0062-0)
  - vol. 2, « Itxasgoïty, Biarritz. (la maison là-haut) », 64 p.  (ISBN 978-2-7588-0066-8)
  - vol. 3, « Villa Argenson, Biarritz », suivi de « Œuvres », 19 + 43 p.  (ISBN 978-2-7588-0075-0)
- Joseph Epstein, bon pour la légende. Lettre au fils, Biarritz, Éditions Séguier, 2007, 299 p. + 32 p. de pl.  (ISBN 978-2-84049-527-7)
- Raymond Aubrac. Résister, reconstruire, transmettre, Paris, Éditions du Seuil, 2011, 741 p. + 16 p. de pl. (ISBN 978-2-02-100091-7)
- La Constellation du Lion, Paris, Éditions Grasset et Fasquelle, 2013, 164 p.  (ISBN 978-2-246-80789-6)
- Conversion, Éditions Filigranes, 2017, 80 p. (ISBN 978-2-35046-425-1)
- Daniel Cordier, son secrétariat, ses radios, Essai critique d’Alias Caracalla de Daniel Cordier, mai 2020, 320 p.[24]